# Bíblia da posse de George Washington

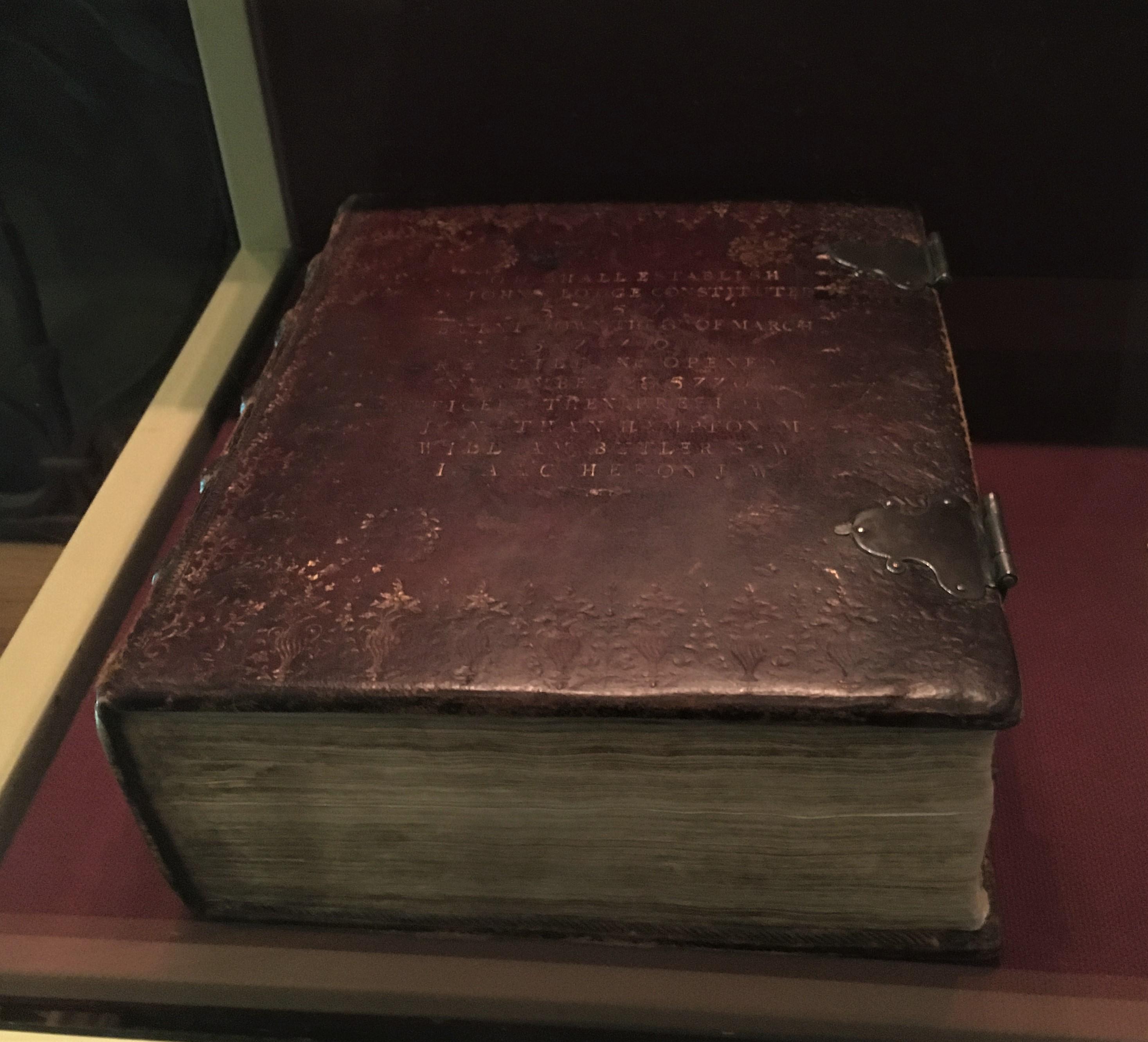
Bíblia da posse exposta no Federal Hall

A Bíblia da posse de George Washington é a Bíblia que foi juramentada por George Washington quando ele assumiu o cargo de primeiro presidente dos Estados Unidos em 30 de abril de 1789. A Bíblia foi posteriormente usada nas cerimônias de posse de vários outros presidentes dos EUA.
A Bíblia é a versão do Rei Jaime, datada de 1767, completa com os apócrifos e elaboradamente suplementada com os dados históricos, astronômicos e legais daquele período. A Loja St. John's No. 1, Maçons da Antiga York, são os guardiões do que agora é conhecido como a Bíblia da posse de George Washington. Há controvérsia sobre se a Bíblia foi aberta aleatoriamente em Gênesis 49 durante a cerimônia, ou se Washington a escolheu propositalmente.

## Posse de George Washington

Posse de Washington

A cerimônia inaugural ocorreu na sacada do Federal Hall em Wall Street, na cidade de Nova Iorque, na presença de um grande número de espectadores. Washington estava vestido com um terno de tecido marrom escuro e meias de seda branca, tudo de fabricação americana. Seu cabelo estava empoado e vestido na moda da época, com franjas e fitas.
O juramento de posse foi administrado pela primeira vez por Robert R. Livingston. A Bíblia aberta na qual o presidente colocou a mão foi segurada em uma rica almofada de veludo carmesim por Samuel Otis, Secretário do Senado. Com eles estavam John Adams, que havia sido eleito vice-presidente; George Clinton, primeiro governador de Nova Iorque; Philip Schuyler, John Jay, major-general Henry Knox, Jacob Morton (Mestre da Loja St. John's, que havia recuperado a Bíblia da Loja quando descobriram que nenhuma havia sido fornecida) e outros convidados ilustres.
Sem relatos confiáveis da época, o relato mais comum do evento é que, após fazer seu juramento, Washington beijou a Bíblia reverentemente, fechou os olhos e, em atitude de devoção, disse: "So help me God" (em português:  "Que Deus me ajude"). Livingston então exclamou, "It is done!" (em português:  "Está feito!") e, virando-se para o povo, gritou: "Long live George Washington, President of the United States!" (em português:  "Vida longa a George Washington, Presidente dos Estados Unidos!"), um grito que foi ecoado e repetido pela multidão presente.
No entanto, há atualmente um debate sobre se ele adicionou ou não a frase "So help me God" ao seu juramento. O único relato contemporâneo do juramento de Washington é do cônsul francês Conde de Moustier, que relatou o juramento constitucional sem nenhuma menção de "So help me God". A fonte mais antiga conhecida indicando que Washington adicionou "So help me God" é atribuída a Washington Irving, com seis anos na época da posse, e aparece pela primeira vez 60 anos após o evento.
No final, Washington e os outros foram em procissão até a Capela de São Paulo, de acordo com uma resolução do Congresso, e lá invocaram a bênção de Deus sobre o novo governo.

## Outras posses e aparições
A Bíblia foi usada desde então para as posses de Warren G. Harding em 1921, Dwight D. Eisenhower em 1953, Jimmy Carter em 1977, e George H. W. Bush, cuja posse em 1989 foi no ano do bicentenário de Washington. A Bíblia também deveria ser usada para a posse de George W. Bush em 2001, mas a chuva forte não permitiu. No entanto, a Bíblia estava presente no Edifício do Capitólio aos cuidados de três maçons da Loja St. John's, caso o tempo melhorasse.
Além de suas funções, a Bíblia foi usada nas procissões fúnebres dos presidentes Washington e Abraham Lincoln. A Bíblia também foi usada na colocação da pedra fundamental do Capitólio dos EUA, na inauguração do Monumento a Washington, nos centenários da colocação da pedra fundamental da Casa Branca, do Capitólio dos EUA e da Estátua da Liberdade, na Feira Mundial de 1964, bem como no lançamento do porta-aviões USS George Washington. Também foi usada em cerimônias de colocação da pedra fundamental de templos maçônicos em Boston em 1867, e na Filadélfia em 1869.
Nos últimos anos, ela foi exibido em Nova Iorque no Federal Hall, localizado no local da posse de Washington, e na New-York Historical Society, e em Washington, D.C., no Smithsonian e no Centro de Visitantes do Capitólio dos Estados Unidos.

## St. John's Lodge No. 1 Foundation, Inc.
Em 2009, a Loja formou uma instituição de caridade pública registrada com o propósito de preservar, manter e restaurar a Bíblia da posse de George Washington. Em 2014, a St. John's Lodge No. 1 Foundation, Inc., recebeu o reconhecimento como uma organização sem fins lucrativos IRS 501(c)(3).